# Cantonul Vic-sur-Aisne
Cantonul Vic-sur-Aisne este un canton din arondismentul Soissons, departamentul Aisne, regiunea Picardia, Franța.

## Comune
- Ambleny
- Bagneux
- Berny-Rivière
- Bieuxy
- Cœuvres-et-Valsery
- Cuisy-en-Almont
- Cutry
- Dommiers
- Épagny
- Fontenoy
- Laversine
- Montigny-Lengrain
- Morsain
- Mortefontaine
- Nouvron-Vingré
- Osly-Courtil
- Pernant
- Ressons-le-Long
- Saconin-et-Breuil
- Saint-Bandry
- Saint-Christophe-à-Berry
- Saint-Pierre-Aigle
- Tartiers
- Vézaponin
- Vic-sur-Aisne (reședință)